# Guerra del agua (Bolivia)
La guerra del agua es el nombre popular de una serie de protestas que tuvieron lugar en la ciudad boliviana de Cochabamba, entre enero y abril de 2000. Su detonante fue la privatización del abastecimiento de agua potable a nivel municipal.
En febrero de 2000, impulsada por el Banco Mundial, la multinacional Bechtel firmó un contrato con Hugo Banzer, presidente de Bolivia, para privatizar el servicio de suministro de agua a la ciudad de Cochabamba. El contrato fue oficialmente adjudicado a la empresa denominada Aguas del Tunari, un consorcio empresarial formado por Bechtel (que participaba con el 27,5 %), la empresa estadounidense Edison, las empresas Politropolis S. A., A. Petricevich y SOBOCE S. A., así como el consorcio español Abengoa (que participaba con el 25 %). Poco después, surgieron quejas sobre el aumento de las tarifas del agua (servicio del que se carecía durante los años 90 en la ciudad). Las tarifas se elevaron en más del 50 % hasta llegar a un 300 %. 
Se declaró la ley marcial. Se tiene registro de la responsabilidad de la policía boliviana en la muerte del menor Víctor Hugo Daza, de diecisiete años. Hirió a 121 personas. Hubo 172 encarcelados entre los participantes en las protestas. En medio del colapso de la economía nacional y el aumento de los disturbios, el gobierno de Bolivia invalidó el contrato con Bechtel.
Entonces, la empresa de ingeniería Bechtel inició un proceso legal contra el gobierno de Bolivia, reclamando indemnizaciones por daños por valor de veinticinco millones de dólares estadounidenses. Bechtel argumentó que el contrato únicamente le permitía administrar el sistema de aguas, que era un servicio deteriorado y que había sido el gobierno local quien había subido los precios del agua. La batalla legal atrajo la atención de los movimientos anticapitalista y anticorrupción. Este tema es tratado en el documental canadiense realizado en 2003 La corporación (The Corporation, en su título original, y Corporaciones. ¿Instituciones o psicópatas?, en España), en la película de ficción española También la lluvia, así como en la propia página web de Bechtel. En enero de 2006, Bechtel y otros socios internacionales retiraron la demanda contra el gobierno boliviano después de intensas protestas.

## Antecedentes

### La Ley 2000
Para asegurar la legalidad de la privatización, el gobierno boliviano aprobó la ley 2029, que verificó el contrato con Aguas del Tunari. Para muchos, la ley parecía conceder a Aguas del Tunari el monopolio sobre todos los recursos hídricos. Muchos temieron que esto incluyera el agua usada por los campesinos para el riego, así como los recursos de la comunidad, que habían sido independientes antes de la regulación. La ley consideraba «permitir la venta de los recursos de agua» que nunca habían sido realmente parte del Servicio Municipal de Agua Potable y Alcantarillado (Semapa). Esto hizo pensar que los sistemas comunales independientes del agua, que todavía no estaban conectados con Semapa, serían expropiados por la nueva concesión. Aguas de Tunari no solo podría haber instalado las conexiones necesarias para conectarse a los sistemas comunales independientes, sino que también habría podido cobrar a los residentes por la instalación de estas conexiones. La ley indicaba además que la población requeriría una licencia para recoger el agua de lluvia, una política inaplicable. El primero en plantear interrogantes sobre el alcance de la ley fue Omar Fernández, dirigente de la Federación Departamental Cochabambina de Regantes (Fedecor). Fedecor estaba compuesta por profesionales locales, incluyendo ingenieros (SIB-Departamental CBBA con el Ing. Maldonado a la Cabeza) y ecologistas, una federación de los granjeros campesinos, y la Central Obrera Boliviana dirigida por Óscar Olivera. Estos grupos se unieron y formaron la Coordinadora para la defensa del agua y de la vida, ente que se convirtió en la base de la oposición a la política.

### Aumento de la tarifa
Como una cláusula contractual que convino Aguas de Tunari, se tenía el pago de treinta millones de dólares de la deuda acumulada por Semapa. También acordaron financiar una extensión del sistema del agua y comenzar un programa de mantenimiento muy necesario sobre el sistema existente del agua. Dider Quint, director del consorcio, mencionó: «Éramos conscientes que podríamos poner este programa en ejecución en un período del tiempo más corto que el que estaba requerido por el contrato. Para lograr esto teníamos que aumentar la tarifa de agua, y nivelar por todos los aumentos que no habían sido puestos en ejecución antes». 
Además, para asegurar el contrato, Aguas del Tunari tuvo que prometer al gobierno boliviano la financiación para la terminación del proyecto múltiple Misicuni, atascado durante varios años y que consistía en la perforación de un túnel de 20 km para el trasvase de agua a través de las montañas (cordillera Tunari) y que dotaría de agua potable y riego a Cochabamba, además de generar energía eléctrica. Empero el Banco Mundial la había juzgado poco rentable, mientras que el consorcio no tenía ningún interés en la construcción de la presa, pues fue dejada a un lado por un miembro influyente de la megacoalición de Hugo Banzer, el alcalde de Cochabamba Manfred Reyes Villa. Una tentativa de privatizar el sistema de agua había sido hecha sin la condición de construir la presa en 1997, pero Reyes Villa había utilizado su influencia para aplastar el reparto. Los críticos del alcalde sostuvieron que la presa era un «proyecto de la vanidad» que beneficiaría a «algunos de sus soportes financieros principales». 

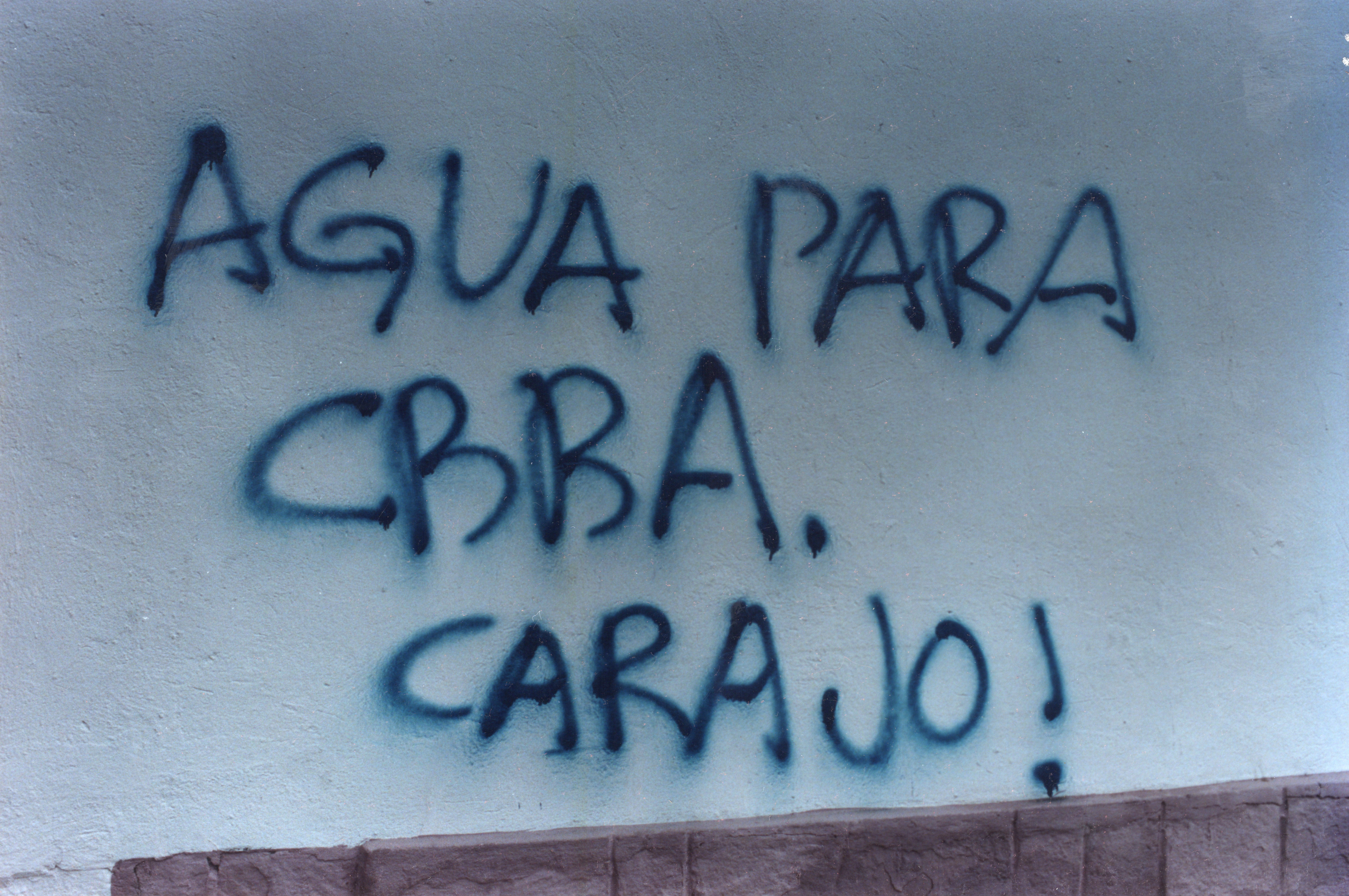
Graffiti denunciando la situación en Cochabamba

Los funcionarios en Bolivia para Aguas de Tunari eran sobre todo ingenieros que carecían de la experiencia en la comercialización. Eran también extranjeros que desconocían de las dificultades de la sociedad y de la economía boliviana. Al tomar control, la compañía levantó las tarifas del agua en un promedio de 350 %, a cerca de veinte dólares por mes como tarifa mínima. Mientras que esto parece minúsculo en las naciones desarrolladas de las cuales el personal de Aguas de Tunari había venido, muchos de sus nuevos clientes solamente perciben cerca de cien dólares por mes. En la ignorancia completa de la realidad de su situación, un encargado para el consorcio, Geoffrey Thorpe dijo simplemente que «si la gente no pagaba sus cuentas del agua se le cortaría el servicio». Ya el servicio, por ser escaso, era regulado por horarios y zonificado, por tanto esta declaración generó en las familias de diferentes clases sociales el rechazo al incremento y cobro de un servicio que en algunas ocasiones no llegaba a sus domicilios. Esta situación inició en enero de 2000. Dirigentes de sectores sociales intentaron dialogar con el gobierno, y acudieron junto a la iglesia católica a una reunión en la Prefectura (hoy Gobernación), dirigida por el prefecto Hugo Galindo Saucedo, el alcalde Reyes Villa, el monseñor Tito Solari, arzobispo del departamento, Óscar Olivera, dirigente fabril y de la Coordinadora del Agua, Omar Fernández, dirigente de los regantes, y representantes del Gobierno, que se vieron sorprendidos al ser detenidos en pleno diálogo y encarcelados por algunas horas en celdas de la Policía Técnica Judicial (PTJ). Ya la revuelta y protesta crecía con una vigilia en las puertas de esta institución, que decidió al día siguiente, como reacción, tomar la plaza de armas. Estos enfrentamientos llevaron al prefecto Galindo a presentar la renuncia a su cargo, y el gobierno designó al comandante departamental de la Policía, coronel Eduardo Wayar, como el prefecto interino. Esa misma noche se detuvieron a más de seis dirigentes de diferentes sectores, secuestrándolos y confinándolos a la población de Puerto Rico en Pando. Con estas detenciones empeoró la reacción de la población, que inició el bloqueo de las calles de la ciudad y de las carreteras de forma espontánea. El gobierno, presidido por Banzer, dictó un estado de excepción local el 8 de abril de 2000, para asumir estas medidas.

### Opinión del gobierno sobre los manifestantes

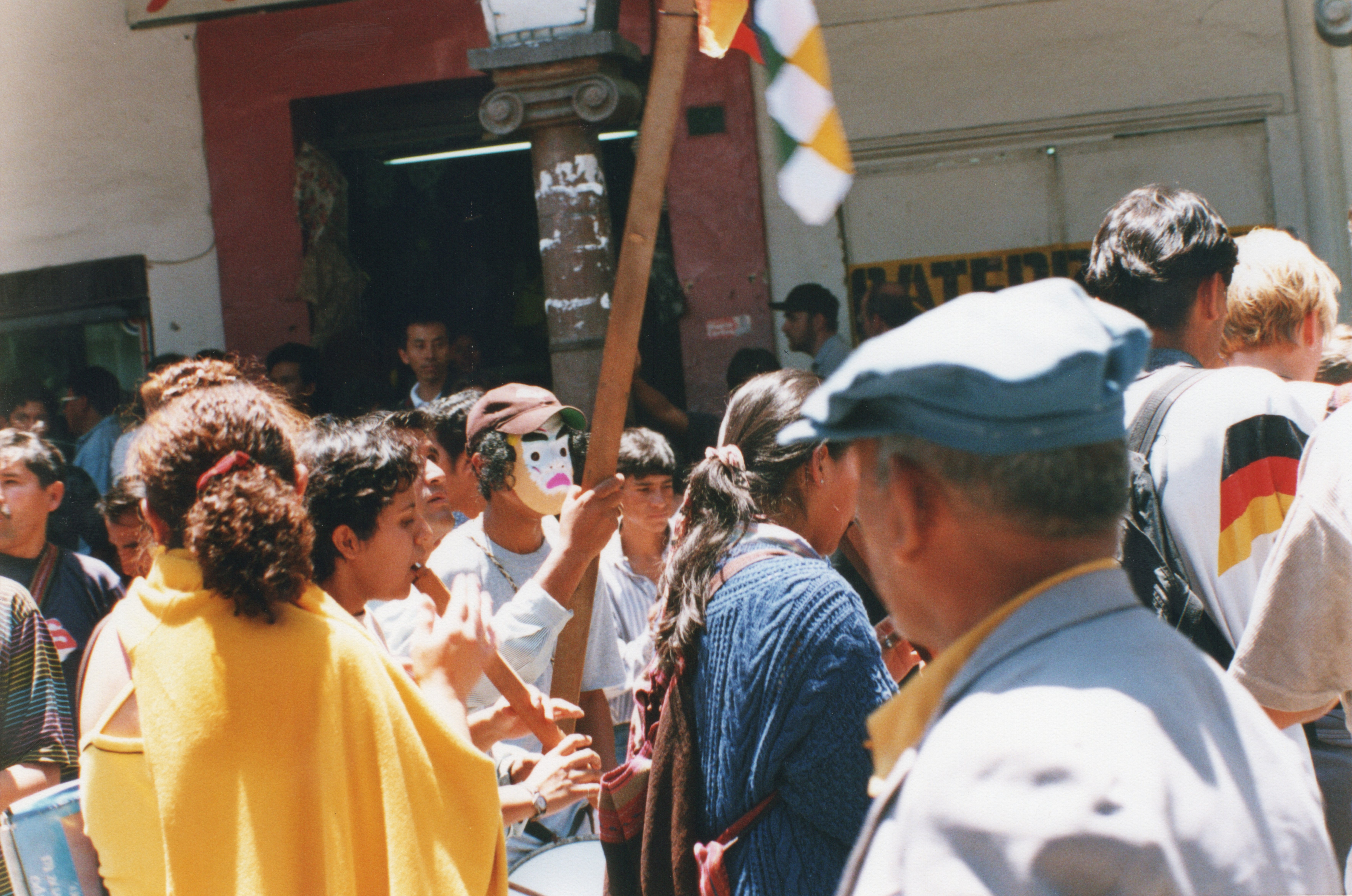
Tarqueada de jóvenes protestando en la ciudad

Los cultivadores de la coca de Bolivia, conducidos por el aquel entonces miembro del Congreso Evo Morales (que sería elegido presidente de Bolivia en diciembre de 2005), se habían reunido con los manifestantes y exigían el fin del programa patrocinado de la extirpación de sus cosechas (pese a que la coca se puede refinar y transformar en cocaína, es utilizada legalmente por muchos en Bolivia en infusión y masticada). Considerando la implicación de los cultivadores de coca, el gobierno boliviano afirmó que los manifestantes eran realmente agentes o empeños de los traficantes de la droga. Ronald MacLean Abaroa, ministro de Información, dijo a los reporteros que el trabajo de los traficantes de la droga era intentar parar el programa del gobierno para suprimir campos de coca y sustituirlos por cultivos de algodón, piña, y plátano. Él dijo que: «Estas protestas [eran] una conspiración financiada por la cocaína que traficaba buscando pretextos para realizar actividades subversivas. Es imposible que muchos granjeros se muevan espontáneamente por sí mismos». Banzer estaba preocupado porque, según él, «los grupos y los traficantes están instando a granjeros para enfrentarse al ejército». Félix Santos, un líder de los campesinos, refutó tales acusaciones diciendo que estaban protestando por los altos precios de la gasolina y del transporte y por la ley que carga con tasas el uso del agua.

### Otras demandas a nivel nacional
Los maestros de escuelas públicas en áreas rurales se declararon en huelga reclamando aumentos de sueldo. En la ciudad de La Paz, los estudiantes comenzaron a luchar batallas corrientes con la policía. Los manifestantes construyeron barricadas de piedras, cerca de Achacachi. La violencia explotó allí también (un oficial del ejército y dos granjeros perdieron la vida y varias decenas más fueron heridos). Los soldados y la policía pronto despejaron la mayor parte de las barricadas que habían cortado las carreteras en cinco de los nueve departamentos del país.

## La coordinadora del agua
La organización fue fundada el 12 de noviembre de 1999 en una reunión que fue convocada por la Federación de Regantes de Cochabamba (Fedecor) en instalaciones de la Federación de Fabriles de Cochabamba con la fundamental participación de las seis Federaciones del Trópico de Cochabamba y el Comité de Defensa del Agua en la reunión también participaron profesionales de distintas áreas como el Colegio de Abogados, el Colegio de ingenieros y defensores del medio ambiente. Les convoca la promulgación de la Ley 2029 cuyos contenidos implican el aumento de tarifas y la creación de la «superintendencia de agua». Varias de las organizaciones y personas participantes ya tenían un recorrido de defensa del agua y la promulgación de la ley les afecta de diferentes maneras por lo cual si bien el espacio inicia como un espacio de encuentro y diálogo se convierte en una plataforma donde construir una agenda en común.

## Cronología del conflicto
El conflicto estalló a principios del 2000 y se extendió hasta abril, según el historiador Rafael Puente Calvo puede ser dividido en cuatro batallas:

### Primera batalla
Inicia el 10 de enero del 2000. El bloqueo que se realizó el 11 de enero fue contundente tanto en el centro como en las periferias de la ciudad, se llevó a cabo un cabildo del 13 de enero y el 14 la coordinadora firmó un acuerdo con el gobierno bajo la promesa de una revisión tarifaria y la conformación de una comisión especializada.

### Segunda batalla

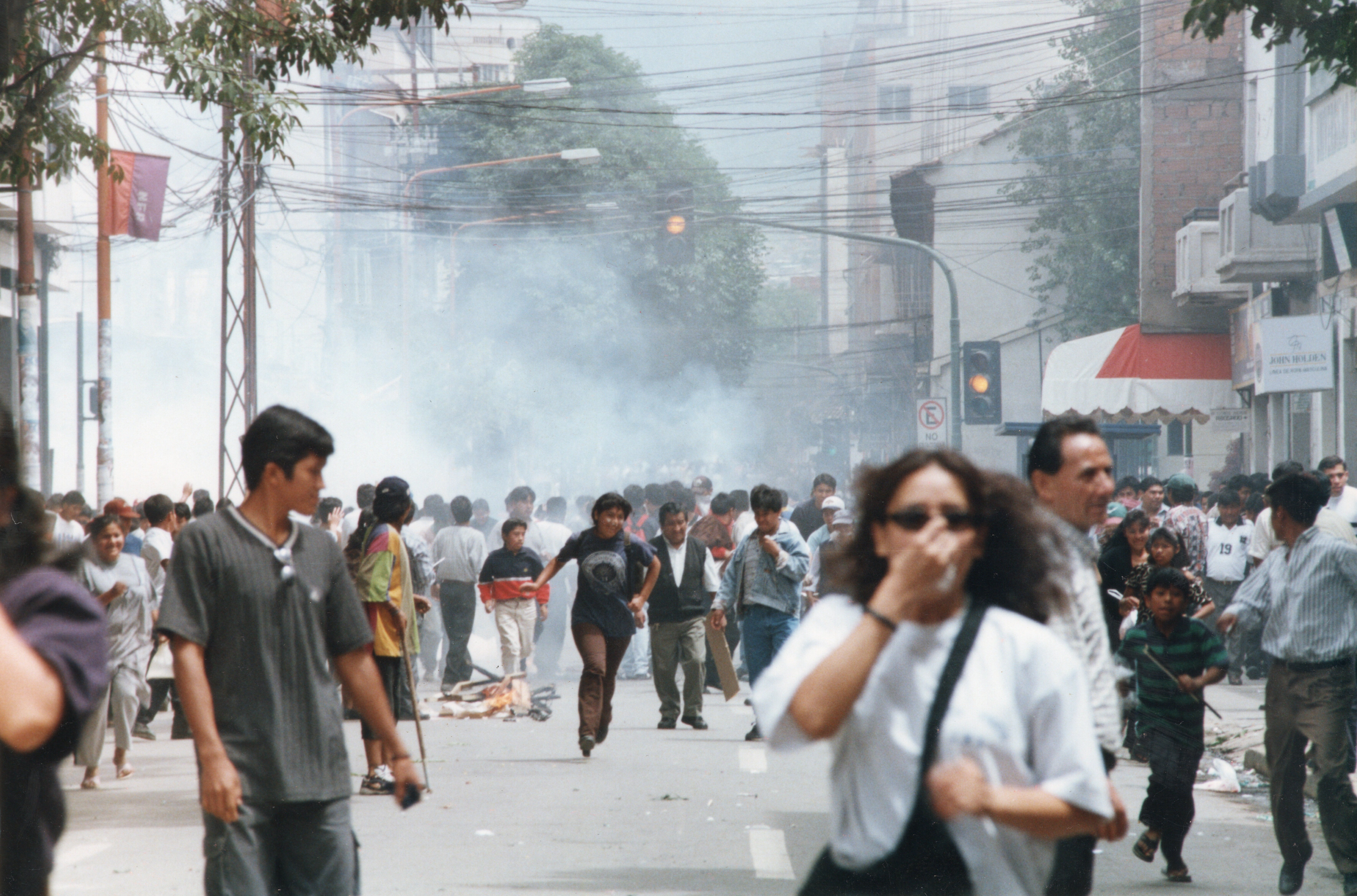
Se dieron violentas represiones en inmediaciones de la plaza principal de Cochabamba

Los espacios de negociación fracasan por tanto la Coordinadora del Agua decide radicalizar las medidas y convoca a la llamada «toma de Cochabamba»,  la movilización social se reanuda y se masifica a partir del 4 de febrero, varias de las movilizaciones fueron interceptadas en puentes de la ciudad donde se desarrollan violentos enfrentamientos, en especial alrededor de la plaza Principal. Entre los resultados del conflicto están veintidós heridos y 135 detenidos, los violentos enfrentamientos se desarrollan también durante el 5 de febrero, ya por la noche se firma un acuerdo. El acuerdo reconoce a la Coordinadora del Agua como actor principal ya que anteriormente el gobierno quería negociar únicamente con el Comité Cívico, entre los puntos del acuerdo están:
- Anulación de la Ley de agua potable y alcantarillado sanitario.
- Anulación de reglamentos que hicieron posible la concesión.
- Anulación del contrato con Aguas del Tunari.
- Renuncia del superintendente de Aguas.
- Consenso con todos los sectores sociales en la Ley del recurso agua.

El acuerdo se logra gracias a la mediación del defensor del Pueblo y de la Iglesia católica.

### Tercera batalla

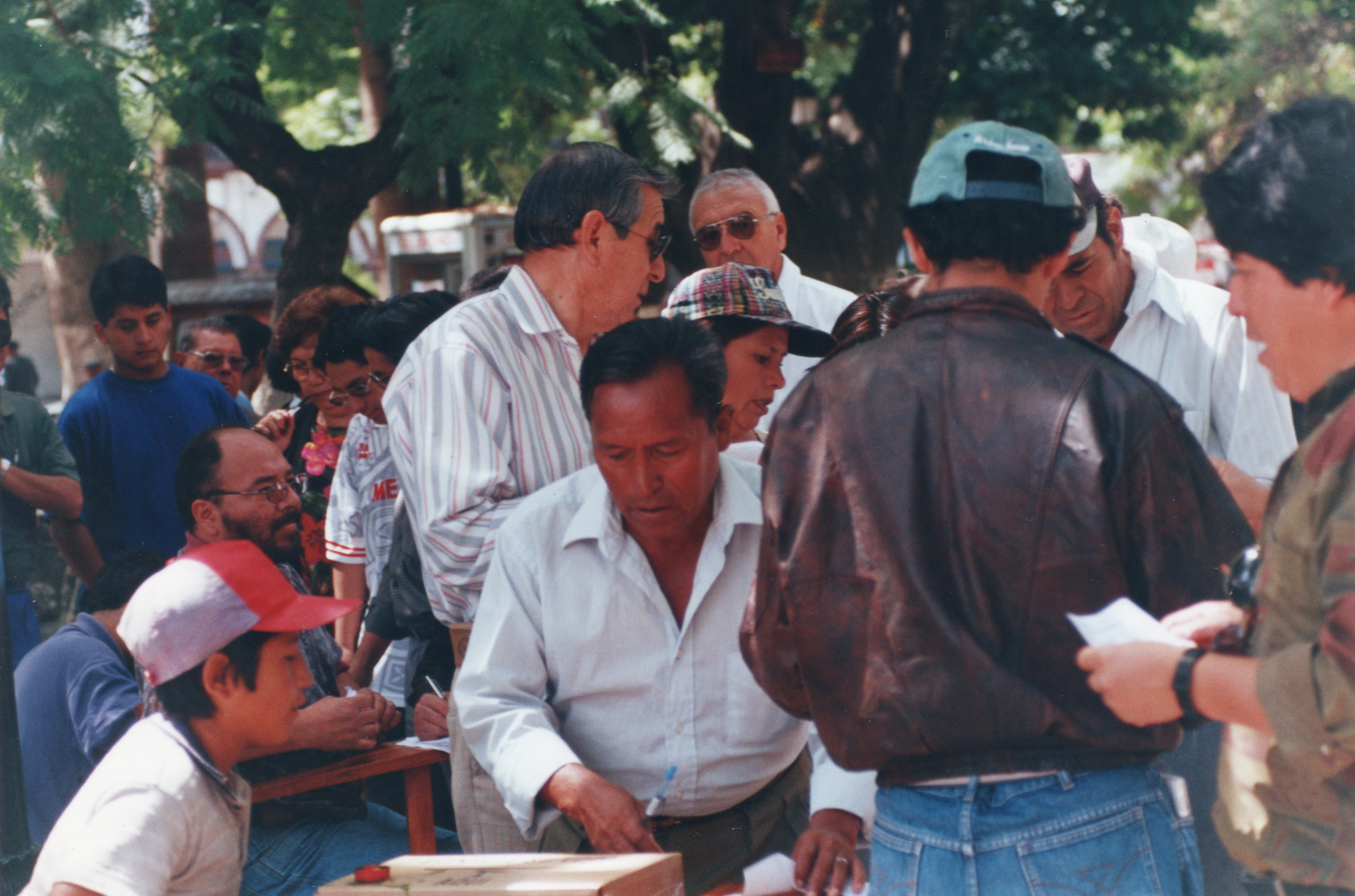
Consulta popular realizada por la Coordinadora del Agua y de la Vida

Durante el mes de marzo no se dan movilizaciones pero ante la falta del cumplimiento de acuerdos por parte del gobierno la Coordinadora del Agua  decide convocar a una «consulta popular» el 26 de marzo, consistió en un referéndum organizado sin la participación de la Corte Electoral e incluso en contra de la voluntad del gobierno. Se plantean tres preguntas, se instalan 150 mesas de votación y participan 48 570 personas que representan el 31 % del padrón electoral de las elecciones de 1999, es decir, una participación significativa tomando en cuenta las circunstancias. Las preguntas fueron tres: 
- ¿Aceptas el incremento de tarifas?
- ¿El contrato con Aguas del Tunari debe ser anulado?
- ¿Estás de acuerdo con el carácter privado del agua en la Ley 2029?[10]

El resultado es que aproximadamente el 96 % de la votación estuvo de acuerdo con los puntos que planteaba la Coordinadora del Agua

### Batalla final

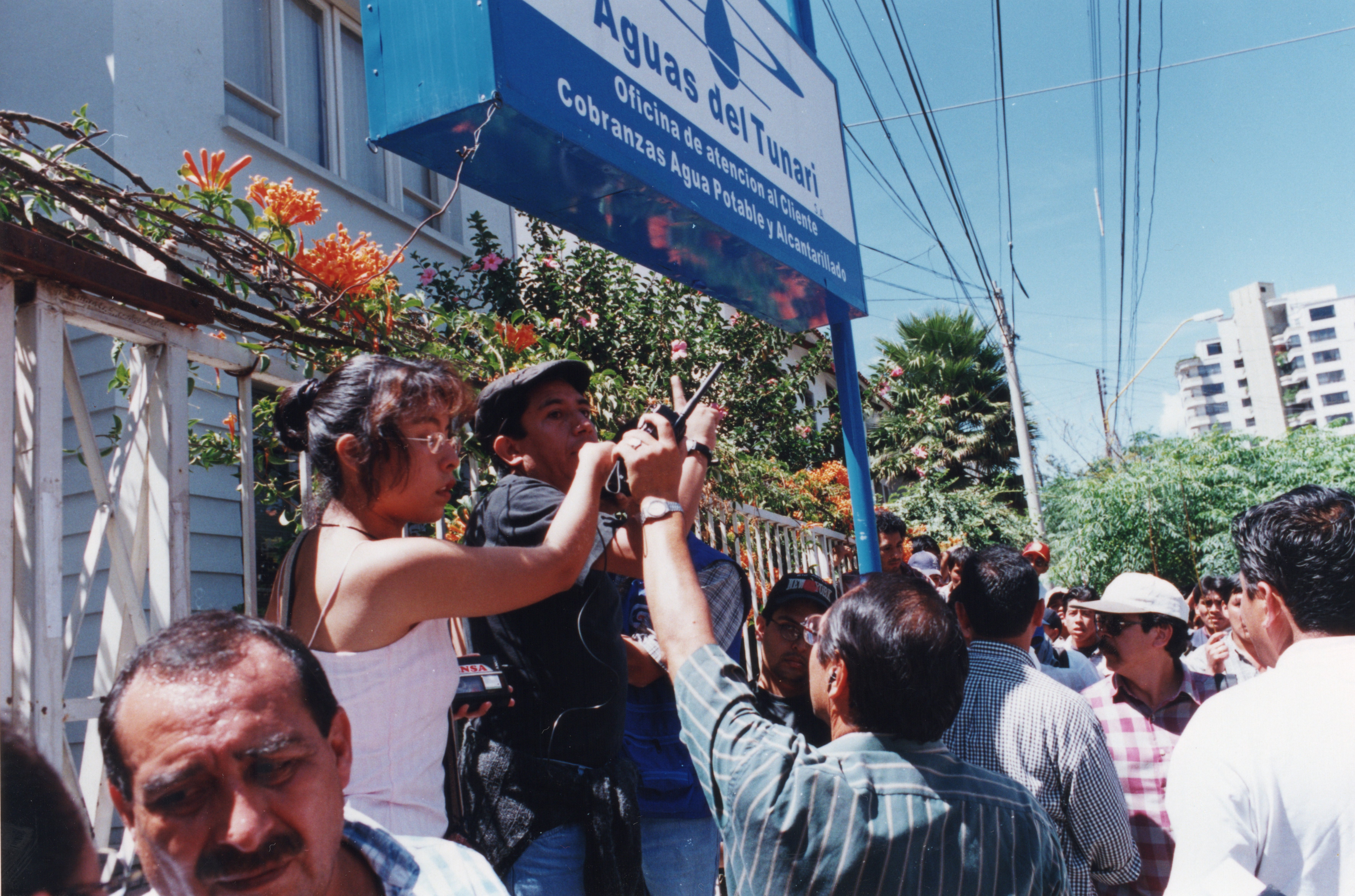
Toma de las instalaciones de la empresa Aguas del Tunari

El 4 de abril las movilizaciones se retoman, con el impulso de los resultados de la consulta popular la población se articula y organiza no solamente en la ciudad sino en todo el departamento, paralelamente existen disputas en el parlamento, el gobierno declara estado de sitio para todo el departamento y manda tropas especiales tanto de la policía como militares para recrudecer las medidas de represión. La ciudad es un campo de batalla. 
El 6 de abril se realiza la toma la planta de tratamiento de aguas y las instalaciones de la empresa Aguas del Tunari señalando que «si el gobierno no la expulsa, la misma gente de Cochabamba los va a sacar». El 7 de abril comienzan nuevamente las negociaciones pero el gobierno instruyó a la policía apresar a todos los que negociaban por parte de la Coordinadora lo cual ahonda el descontento social.
El sábado 8 de abril el principal periódico de Cochabamba tiene como titular principal «El gobierno miente y reprime», la furia de la población creció por los hechos del día anterior, la policía y militares al haber acabado los balines de goma y gases lacrimógenos proceden a disparar balas, producto del cual muere Víctor Hugo Daza, un joven de dieciséis años que tenía el rostro destrozado por el impacto de bala.El 2013 se señaló el rol de efectivos militares y su responsabilidad en la muerte de Daza, pues se confirmó que iban vestidos como civiles, apuntando a la gente que protestaba.
Posteriormente las fuerzas del estado fueron acuarteladas y los denominados «guerreros del agua» tomaron la plaza Principal y sus alrededores al tiempo que se realizaban los actos de entierro, el gobierno retoma las negociaciones. El 10 de enero se le concede prácticamente todas las demandas a la Coordinadora del Agua incluyendo la liberación de los detenidos y principalmente la expulsión del consorcio Aguas del Tunari.

## Resolución
La Policía Nacional de Bolivia dijo a los ejecutivos del consorcio Aguas del Tunari de la empresa multinacional Bechtel, «que su seguridad no podría ser garantizada». Por lo cual los ejecutivos huyeron de Cochabamba a Santa Cruz de la Sierra. Después de cuatro días de estar ocultos pudieron salir finalmente del país. Posteriormente, Óscar Olivera, líder de la Coordinadora del Agua, firmó un acuerdo con el gobierno que garantizaba el retiro de Aguas del Tunari y que permitía la normalización del servicio de agua potable a Cochabamba. Los manifestantes detenidos debían ser liberados y la Ley 2029 fue derogada. El gobierno de Hugo Banzer entonces dijo que Aguas del Tunari había dejado Cochabamba, «había abandonado» la concesión y declarado el contrato doscientos millones de dólares estadounidenses revocado. La compañía Bechtel, insistiendo que no se había ido voluntariamente, sino forzadamente, interpuso una demanda por cuarenta millones de dólares estadounidenses contra Bolivia, en el centro internacional para el establecimiento de los conflictos de la inversión, un cuerpo de apelación de la Organización Mundial de Comercio.

## Documentales
- La Guerra del Agua en Cochabamba de Oswaldo Rioja Vásquez
- El documental canadiense The Corporation relata brevemente los acontecimientos en uno de sus capítulos.
- La película española También la lluvia trata los sucesos de la Guerra del Agua en Cochabamba.[13]

## Galería
- Registro fotográfico del desarrollo de la Guerra del agua